# Into the Wild (álbum)
Into the Wild é o primeiro álbum solo de Eddie Vedder, vocalista da banda norte-americana Pearl Jam.
O álbum faz parte da trilha sonora do filme de mesmo nome, e vendeu cerca de 39.000 cópias na primeira semana, e até o início de janeiro de 2008 cerca de 205,363 cópias.

## Faixas
Todas as faixas escritas e compostas por Eddie Vedder, exceto onde indicado. 
| Lado um |                 |         |  |
| N.º     | Título          | Duração |  |
| 1.      | "Setting Forth" | 1:37    |  |
| 2.      | "No Ceiling"    | 1:34    |  |
| 3.      | "Far Behind"    | 2:15    |  |
| 4.      | "Rise"          | 2:36    |  |
| 5.      | "Long Nights"   | 2:31    |  |
| 6.      | "Tuolumne"      | 1:00    |  |

| Lado dois      |                                    |         |  |
| N.º            | Título                             | Duração |  |
| 7.             | "Hard Sun" (Indio/Gordon Peterson) | 5:22    |  |
| 8.             | "Society" (Jerry Hannan)           | 3:56    |  |
| 9.             | "The Wolf"                         | 1:32    |  |
| 10.            | "End of the Road"                  | 3:19    |  |
| 11.            | "Guaranteed"                       | 7:22    |  |
| Duração total: | Duração total:                     | 33:04   |  |

| Serviços de música online faixas bônus |                                             |         |  |
| N.º                                    | Título                                      | Duração |  |
| 12.                                    | "No More"                                   | 3:38    |  |
| 13.                                    | "Photographs"                               | 1:00    |  |
| 14.                                    | "Here's to the State (ao vivo)" (Phil Ochs) | 5:52    |  |
| 15.                                    | "No More (ao vivo)"                         | 4:32    |  |
| Duração total:                         | Duração total:                              | 43:28   |  |

| LP single bônus |                     |         |  |
| N.º             | Título              | Duração |  |
| 1.              | "No More"           | 3:38    |  |
| 2.              | "No More (ao vivo)" | 4:32    |  |
| Duração total:  | Duração total:      | 8:10    |  |

## Prêmios e indicações
- Globo de Ouro[5]

| Ano  | Categoria                                      | Trabalho      | Resultado |
| ---- | ---------------------------------------------- | ------------- | --------- |
| 2008 | Globo de Ouro de melhor canção original        | Guaranteed    | Venceu    |
| 2008 | Globo de Ouro de melhor trilha sonora original | Into the Wild | Indicado  |